# Saltholm (dokumentarfilm)
|  | Denne artikel er oprettet af botten Steenthbot ud fra en ekstern database. Den kan derfor have sproglige fejl eller mangler. Denne skabelon kan fjernes efter kontrol af indholdet. |

Saltholm er en dansk dokumentarfilm fra 1972 instrueret af Krass Clement.

## Handling
En film om Saltholms 5 beboere.